# شارلن وونغ
شارلن وونغ هي مدربة تزلج فني ‏ كندية، ولدت في 5 مارس 1966 في مونتريال في كندا.

## وصلات خارجية
- شارلن وونغ على موقع اللجنة الأولمبية الدولية (الإنجليزية)
- شارلن وونغ على موقع أوليمبيديا (الإنجليزية)
- شارلن وونغ على موقع اللجنة الأولمبية الكندية (الإنجليزية)